# Musée municipal de Göteborg
Le musée municipal de Göteborg est situé dans une maison du XVIIIe siècle construite à l'origine pour la Compagnie suédoise des Indes orientales dans le centre-ville de Göteborg (Suède).
Le musée a été créé en 1861 avec pour modèle le Victoria and Albert Museum.
Il présente l'histoire culturelle de Göteborg et de l'Ouest de la Suède de l'Âge des Vikings à aujourd'hui. Il y a également une exposition permanente sur l'histoire de la Compagnie suédoise des Indes orientales

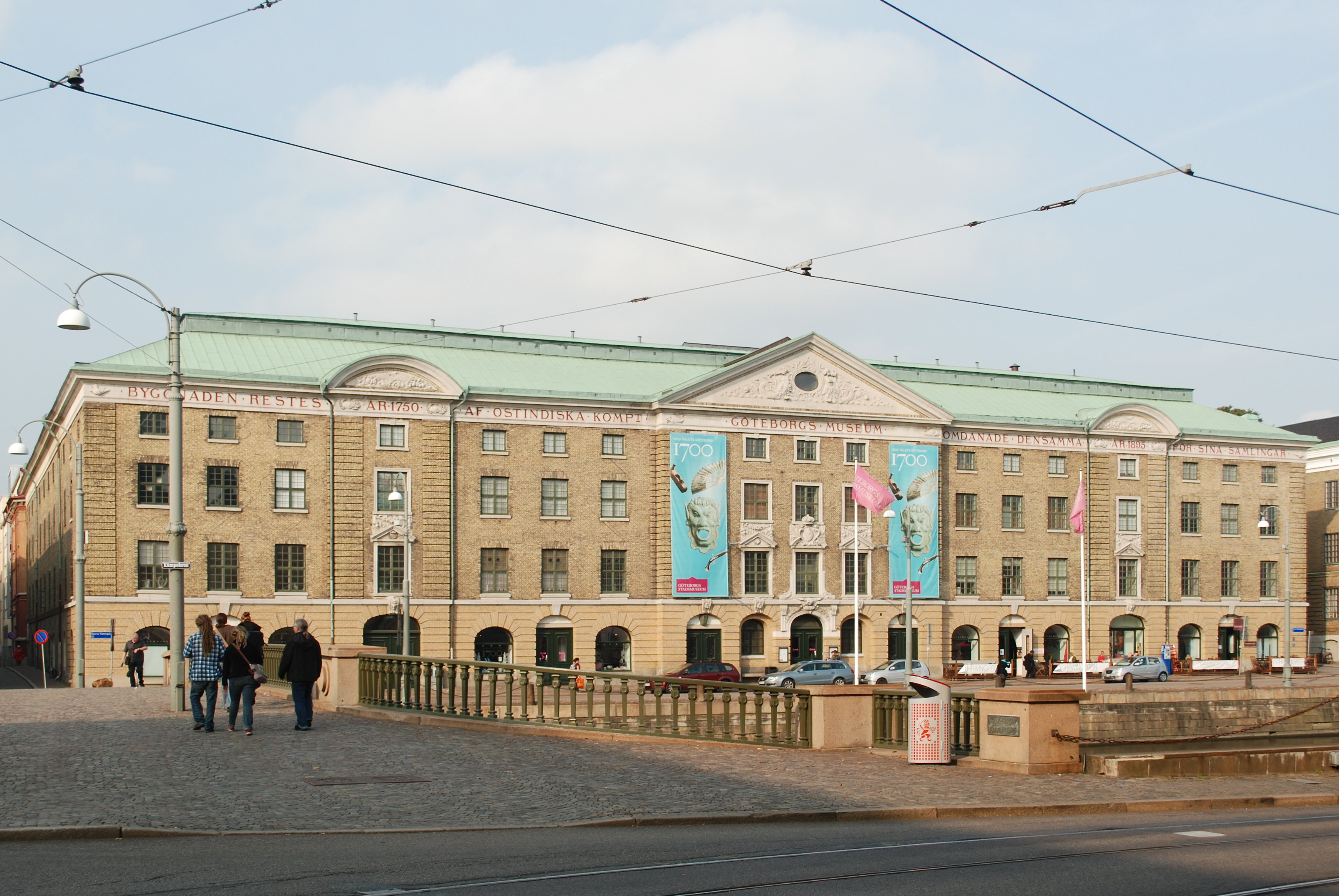
Le musée en 2010.